# Pine Grove Mills
Pine Grove Mills és una concentració de població designada pel cens dels Estats Units a l'estat de Pennsilvània. Segons el cens del 2000 tenia 1.141 habitants.

## Demografia
Segons el cens del 2000, Pine Grove Mills tenia 1.141 habitants, 464 habitatges, i 320 famílies. La densitat de població era de 101,3 habitants/km².
Dels 464 habitatges en un 29,5% hi vivien nens de menys de 18 anys, en un 61% hi vivien parelles casades, en un 6% dones solteres, i en un 31% no eren unitats familiars. En el 23,1% dels habitatges hi vivien persones soles el 9,7% de les quals corresponia a persones de 65 anys o més que vivien soles. El nombre mitjà de persones vivint en cada habitatge era de 2,46 i el nombre mitjà de persones que vivien en cada família era de 2,95.
Per edats la població es repartia de la següent manera: un 23,7% tenia menys de 18 anys, un 6,3% entre 18 i 24, un 29,3% entre 25 i 44, un 26,4% de 45 a 60 i un 14,4% 65 anys o més.
L'edat mediana era de 40 anys. Per cada 100 dones de 18 o més anys hi havia 92,7 homes.
La renda mediana per habitatge era de 47.321 $ i la renda mediana per família de 63.375 $. Els homes tenien una renda mediana de 32.407 $ mentre que les dones 35.690 $. La renda per capita de la població era de 22.822 $. Cap de les famílies i el 3,1% de la població estaven per davall del llindar de pobresa.

## Poblacions més properes
El següent diagrama mostra les poblacions més properes.